# Josef Vorel (skladatel)
Josef Vorel (14. listopadu 1801 Opočno – 19. prosince 1874 Zdice) byl český katolický kněz a hudební skladatel, autor zlidovělých písní.

## Život

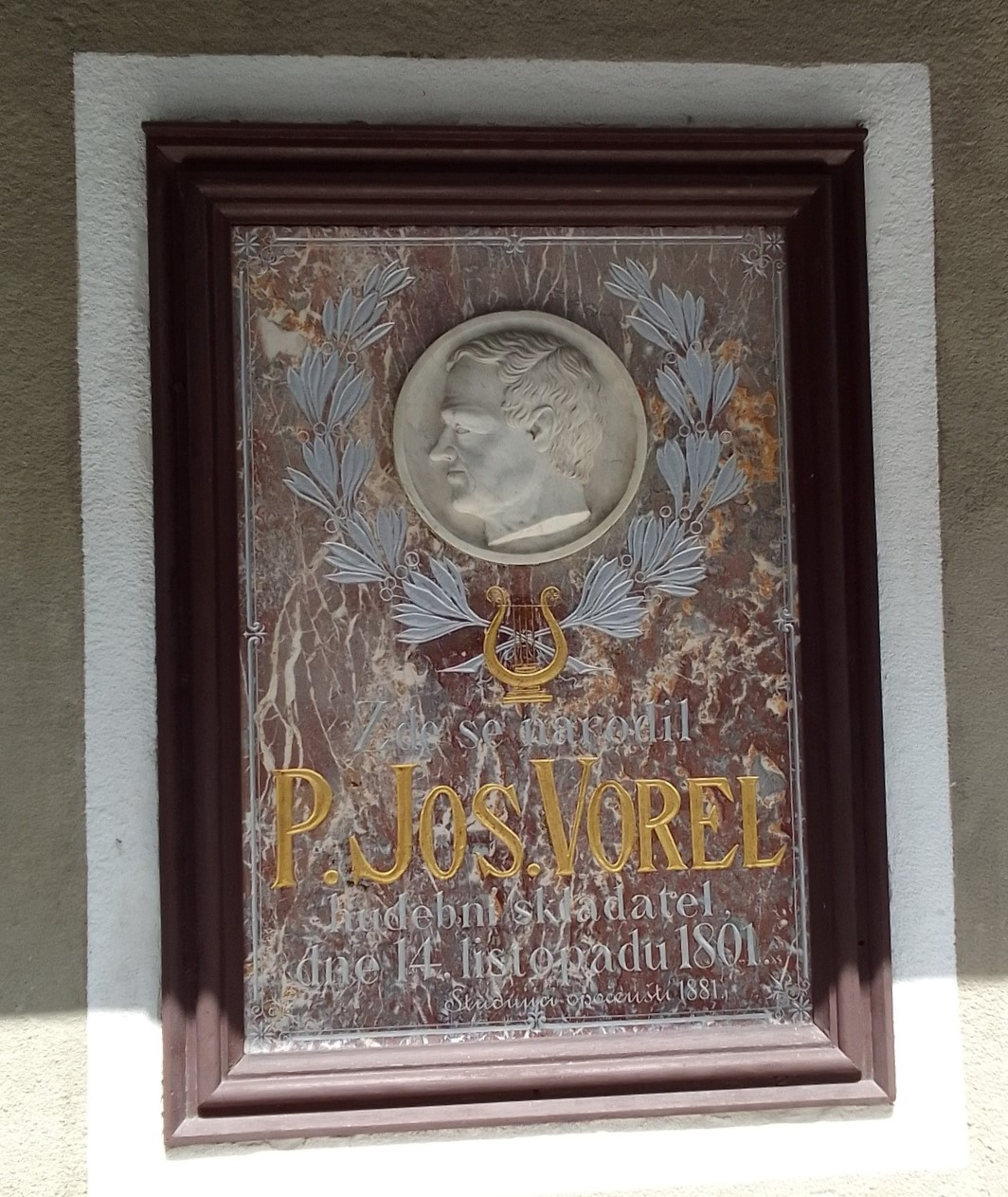
Pamětní deska P. Josefa Vorla na jeho rodném domě (Opočno, Hradební ulice č. p. 28).

Syn opočenského učitele Jana Vorla se narodil v domě čp. 26. Po absolvování gymnázia v Rychnově nad Kněžnou studoval v Praze filosofii a teologii. V srpnu 1825 byl vysvěcen a v listopadu téhož roku se stal kaplanem v kostele svatého Martina Cerhovicích. V dalších letech působil také v nedalekém Žebráku a Počaplech (dnes součást Králova Dvora). 
Od roku 1835 až do své smrti působil jako farář ve zdickém kostele Narození Panny Marie, kde mj. v roce 1842 oddával Karla Jaromíra Erbena. Udržoval styky s dalšími českými obrozenci, například Josefem Jungmannem, Šebestiánem Hněvkovským nebo bratry Janem a Vojtěchem Nejedlými.
Zemřel ve Zdicích 19. prosince 1874. Veškeré své jmění odkázal na založení nemocnice ve Zdicích.

## Dílo
Skládal písně lidového rázu na texty obrozenských autorů, F. L. Čelakovského, F. J. Vacka-Kamenického či K. J. Erbena, které pravidelně vycházely v časopise Věnec, který řídil František Škroup. Na slova spisovatele J. K. Chmelenského vytvořil písně „Nad Berounkou pod Tetínem“, „Že peníze vládnou světem“ a „Pijme pivo s bobkem“, které měly mimořádný úspěch a brzy zlidověly.

### Scénická hudba
- Jan Nepomuk Štěpánek: Hastroš
- Václav Kliment Klicpera: Loketský zvon
- Václav Kliment Klicpera: Valdek
- Václav Kliment Klicpera: Husité u Naumburku
- Karel Jaromír Erben: Sládci (zpěvohra)

### Chrámové skladby
- 10 graduálií
- Pastorella
- Animas fidelium
- Te Deum
- Regina coeli